# Cray Inc.
Cray, Inc. – amerykańskie przedsiębiorstwo komputerowe z siedzibą w Seattle, w stanie Washington, opracowujące i produkujące superkomputery. Powstało w marcu 2000 r. z połączenia Tera Computer i Cray Research.
Główną linią produktów są maszyny Cray X1 o mieszanej architekturze superkomputerów wektorowych i równoległych. W maju 2004 r. Cray został jednym z partnerów Departamentu Energii USA w projekcie budowy maszyny o mocy obliczeniowej 50 TFLOPS przeznaczonej dla Oak Ridge National Laboratory (dla porównania, polski system CLUSTERIX ma moc 4,5 teraflopsa). Do tej chwili najszybszymi maszynami dysponowały japońska Nippon Electric Corporation, NEC (Earth Simulator – 35 teraflopsów) i IBM (prototypowy komputer Blue Gene, 36 teraflopsów).
4 października 2004 r. wprowadził linię superkomputerów Cray XD1, zbudowanych na procesorach AMD Opteron, sterowanych systemem operacyjnym Linux, których teoretyczna maksymalna moc obliczeniowa dochodziła do 41,5 teraflopsa.
Współbuduje komputer ponad dwueksaflopsowy El Capitan, planowane ukończenie w 2023 roku.
W 2019 roku przedsiębiorstwo przejęte przez HPE.